# Список объектов всемирного наследия ЮНЕСКО на Мадагаскаре
В списке объектов всемирного наследия ЮНЕСКО на Мадагаскаре значится 3 наименования (на 2012 год).

## Статистика
Из 3 объектов всемирного наследия на Мадагаскаре: 1 культурный объект, 2 природных объекта. 1 объект (Заповедник Цинги-де-Бемараха) признан природным феноменом исключительной красоты и эстетической важности (критерий VII). 1 природный объект (Влажные тропические леса Ацинананы) в 2010 году занесён в список всемирного наследия, находящегося под угрозой. Кроме этого, по состоянию на 2017 год, 8 объектов на территории Мадагаскара находятся в числе кандидатов на включение в список всемирного наследия.

## Список
| # | Изображение | Название                               | Местоположение          | Время создания | Год внесения в список | №    | Критерии    |
| - | ----------- | -------------------------------------- | ----------------------- | -------------- | --------------------- | ---- | ----------- |
| 1 |             | Природный заповедник Цинги-де-Бемараха | Провинция Махадзанга    | —              | 1990                  | 494  | vii, x      |
| 2 |             | Королевский холм Амбухиманга           | Провинция Антананариву  | XVIII век      | 2001                  | 950  | iii, iv, vi |
| 3 |             | Влажные тропические леса Ацинананы     | Восточная часть острова | —              | 2007                  | 1257 | ix, x       |

## Предварительный список
В таблице объекты расположены в порядке их добавления в предварительный список. В данном списке указаны объекты, предложенные правительством Мадагаскара в качестве кандидатов на занесение в список всемирного наследия.
| # | Изображение | Название | Местоположение                                             | Время создания | Год внесения в список | №    | Критерии    |
| - | ----------- | --- | ---------------------------------------------------------- | -------------- | --------------------- | ---- | ----------- |
| 1 |             | Юго-запад Мадагаскара — земля народа махафали                                                                                       | Ациму-Андрефана                                            | —              | 1997                  | 949  |             |
| 2 |             | Заповедник Андзанахарибе-Сюд (расширение объекта Влажные тропические леса Ацинананы)                                                | Сава                                                       | —              | 2008                  | 5313 | ix, x       |
| 3 |             | Сухие тропические леса региона Андрефана                                                                                            | Диана, Буэни, Ануси, Ациму-Андрефана, Андруй, Сава, Мелаки | —              | 2008                  | 5314 | ix, x       |
| 4 |             | Верхний город в Антананариву | Провинция Антананариву                                     | XVII — XX века | 2016                  | 6078 | ii, v, vi   |
| 5 |             | Исторические промышленные объекты в Мантасоа                                                                                        | Аналаманга                                                 | XIX век        | 2018                  | 6302 | ii, iv      |
| 6 |             | Католическая церковь Св. Марии в Амбодифотатра                                                                                      | Аналандзируфу                                              | XIX век        | 2018                  | 6303 | ii          |
| 7 |             | Вулканический остров Носи-Лонджо | Диана                                                      | —              | 2018                  | 6304 | iii, vii    |
| 8 |             | Носинака — группа охраняемых природных территорий (Сахамалаза, Носи-Хара, Носи-Таникели, Локобе, Амбодивахибе, Анкареа, Анкивондзи) | Диана, Суфия                                               | —              | 2018                  | 6306 | viii, ix, x |